# Юткин, Лев Александрович
Лев Александрович Юткин (23 июля [5 августа] 1911, Белозерск, Новгородская губерния — 5 октября 1980, Тбилиси) — советский физик, изобретатель способа трансформации электрической энергии в механическую, названного им электрогидравлическим эффектом (ЭГЭ), кандидат технических наук.

## Биография
Родился в семье врача и акушерки. Отец, Александр Михайлович Юткин, получил медицинское образование в Санкт-Петербургском университете. Мать, Анна Феофановна Юткина (Капорулина), окончила Высшие акушерские курсы при Институте Отта, получив звание повивальной бабки высшего разряда. Отец работал земским врачом в Вологодской и в Архангельской областях, семья переезжала.
Юткин окончил школу в Ленинграде, куда семья вернулась в 1928 году. Из-за непролетарского происхождения Лев не мог сразу поступать на бесплатную учёбу в институт и должен был отработать два года на заводе токарем. В 1930 году Лев поступил в Ленинградский автодорожный институт, где уже с первого курса занимался изобретательством. Первое авторское свидетельство на изобретение № 719184 по заявке № 131715/29-33 «Способ возведения переправы через водную преграду», полученное Л. А. Юткиным и А. Д. Перчихиным, имеет приоритет от 11 июля 1933 года.
В 1933 году во время одного из опытов с электрическим разрядом в воде открыл электрогидравлический эффект: тарелка, в которой он производил опыт, раскололась с всплеском фонтана воды.
В том же году по обвинению в контрреволюционных преступлениях по 58-й статье УК РСФСР был осуждён на пять лет. Отбывал заключение в Дмитлаге, на строительстве канала «Москва-Волга», и в Ухтпечлаге, на строительстве дорог, где ему пригодилось обучение в автодорожном институте. Был освобождён в 1938 году. После освобождения около года жил и работал в Череповце, а затем, скрыв судимость, вернулся в Ленинград и поступил в 1940 году в ЛЭТИ. В начале марта 1942 года он был эвакуирован из Ленинграда вместе с матерью, затем учился в военном инженерном училище, адъютантом начальника которого закончил войну, демобилизовавшись из армии в Ленинграде в 1946 году.
После демобилизации работал в Ленинградском дворце пионеров, а затем в Доме научно-технической пропаганды и активно продолжал заниматься изобретательством. В сентябре 1945 года Л. А. Юткин женился на Лидии Ивановне Гольцовой (1922—2001), ставшей соавтором большинства его изобретений и продолжателем работ в области ЭГЭ-эффекта.
С 15 апреля 1950 года — даты заявки Юткина и Гольцовой на изобретение «Способ создания высоких и сверхвысоких давлений», — исчисляется приоритет открытия электрогидравлического эффекта, также называемого «эффектом Юткина».
С 1950 года Л. А. Юткиным и Л. И. Гольцовой были поданы сотни заявок на изобретения, получены авторские свидетельства на изобретения более 200 электрогидравлических способов и устройств, применяемых в различных отраслях народного хозяйства. В 1950—1960-х годах Юткин постоянно выступал с лекциями о своём открытии, в том числе в Московском политехническом музее. В 1955 году в Ленинградском политехническом институте стал руководителем авторской лаборатории со штатом в три человека, где создавал первые электрогидравлические установки. В 1959 году решением Совета министров СССР была организована специализированная Межотраслевая лаборатория ЭГЭ. Усилиями Юткина был построен специальный корпус МЛЭГЭ, сформирован ряд отделов, начались широкие исследования и разработка ЭГ-технологий и ЭГ-оборудования. В 1968 году была создана сельскохозяйственная проблемная ЭГЭ, а с 1975 года — Центральная научно-исследовательская лаборатория электрогидравлического эффекта.
В 1975 году защитил диссертацию на соискание учёной степени кандидата технических наук в форме доклада по совокупности опубликованных работ по теме «Физическое обоснование электрогидравлического эффекта и возможности его использования в сельскохозяйственном производстве».
Скоропостижно умер от третьего инфаркта 5 октября 1980 года в Тбилиси, где, находясь в командировке, читал лекцию о своём открытии.
Стараниями Л. И. Гольцовой в 1986 году увидела свет наиболее полная монография его трудов — «Электрогидравлический эффект и его применение в промышленности».

## Основные работы
- Юткин Л. А. Формы массовой работы по изобретательству и рационализации (В помощь БРИЗам). — Л.: Тип. ЛДТМ, 1948. — 12 с.
- Юткин Л. А. Рационализаторские предложения и технические усовершенствования, внедренные на предприятиях Ленинграда. — Л.: [Б. и.], 1949. — 9 с. (Информационно-технический листок, 1949, № 7/71.)
- Юткин Л. А. Рационализаторские предложения и технические усовершенствования, внедренные на предприятиях Ленинграда. — Л.: [Б. и.], 1949. — 12 с. (Информационно-технический листок, 1949, № 22/86.)
- Юткин Л. А. Электрогидравлический эффект. — М.-Л.: Машгиз, 1955. — 51 с.
- Юткин Л. А. Электрогидравлический эффект и некоторые возможности его применения. — Л.: [Б. и.], 1959. — 16 с.
- Юткин Л. А. Электрогидравлическое дробление. Стенограмма лекции. Ч. 1. — Л.: [Б. и.], 1959. — 40 с.
- Юткин Л. А. Электрогидравлическое дробление. Стенограмма лекции. Ч. 2. — Л.: [Б. и.], 1960. — 49 с.
- Юткин Л. А. Электрогидравлическая обработка металлов // Электроразрядная обработка материалов. Сб. Под ред. канд. техн. наук Л. Я. Попилова. — Л.: «Машиностроение», Ленингр. отд., 1971. — 254 с.
- Юткин Л. А. Электрогидравлический эффект и его применение в промышленности. — Л.: Машиностроение, 1986. — 253 с.

## Награды и звания
Посмертно Л. А. Юткин был удостоен звания лауреата Государственной премии УССР в области науки и техники за 1981 год.